# Leon Van Speybroeck
Leon Van Speybroeck (* 27. August 1935 in Wichita (Kansas); † 25. Dezember 2002 in Newton (Massachusetts)) war ein US-amerikanischer Physiker, Astrophysiker und Ingenieur. Er galt als führender Konstrukteur von Spiegeln für Röntgenteleskope und war Teleskop-Wissenschaftler des Chandra-X-Ray-Observatory.
Van Speybroeck studierte Physik am Massachusetts Institute of Technology (MIT) mit dem Bachelor-Abschluss 1957 und der Promotion 1965 bei Henry Kendall und Jerome Friedman. Die Dissertation war über elastische Elektron-Deuteron-Streuung bei hohem Impulsübertrag. Danach forschte er noch zwei Jahre am MIT, bevor er 1967 zu American Science and Engineering (AS&E) in Cambridge (Massachusetts) ging, wo er in der Röntgenastronomiegruppe von Riccardo Giacconi arbeitete. Er entwickelte Spiegel für Röntgenteleskope, beginnend mit dem Teleskop im Skylab, das dort 1973/74 aktiv war und bedeutende neue Erkenntnisse über die Sonnenkorona und magnetische Dynamo-Prozesse darin lieferte. 1973 ging er mit Giacconi an das neu gegründete Harvard-Smithsonian Center for Astrophysics (CfA) in die Hochenergie-Astrophysik-Gruppe. Van Speybroeck entwickelte die Spiegel für das Einstein-Observatorium (aktiv 1978 bis 1981), das eine Pionierrolle in der Röntgenastronomie hatte. Dafür erhielt er 1985 den George W. Goddard Award von SPIE.  Danach leitete er die Entwicklung eines Röntgenteleskop-Spiegels von noch viel größerer Präzision, die Advanced X-ray Astrophysics Facility (AXAF), das spätere Chandra Teleskop (aktiv ab 1999). Dafür wurden viele neue Technologien, auch in der Metrologie, entwickelt und eine Auflösung von bis zu einer halben Bogensekunde erreicht (zehnmal besser als vorher). Er arbeitete dabei mit Optical Coating Laboratory Inc. in Santa Rosa, Hughes Danbury Optical Systems Inc. in Danbury (Connecticut) und Eastman Kodak Co. in Rochester zusammen.
Van Speybroeck leitete zuletzt ein Team am Chandra-Teleskop, das durch Beobachtungen an Galaxienclustern die Hubble-Konstante überprüfen wollte. Die Ergebnisse des von ihnen weitergeführten Projekts wurden von seinen Kollegen im August 2006 im Astrophysical Journal veröffentlicht.
Als einer der führenden Teleskop-Spezialisten war er auch am COSTAR-Projekt der Korrektur des Hubble-Teleskop-Fehlers beteiligt.
2002 erhielt er den Bruno-Rossi-Preis. Er hatte noch eine Rede über Röntgenastronomie dafür vorbereitet, als er seinem Krebsleiden erlag; die Rede hielt dann sein Kollege Harvey Tananbaum.